# Tetrafenilporfirina
La tetrafenilporfirina (TPP o H2TPP) è un macrociclo sintetico simile alle porfirine naturali. Lo studio delle porfirine naturali è complicato dalla loro bassa simmetria e dalla presenza di sostituenti polari. La tetrafenilporfirina è idrofoba, simmetricamente sostituita, e facile da sintetizzare. Il composto è un solido viola scuro che si scioglie in solventi organici non polari, come cloroformio, diclorometano e benzene.